# NGC 4724
NGC 4724 ist eine Elliptische Galaxie vom Hubble-Typ E/S0 im Sternbild Jungfrau. Zusammen mit NGC 4727 bildet sie eine Doppelgalaxie; sie ist dabei der kleinere und lichtschwächere Partner. 
Das Objekt wurde am  8. Februar 1785 von Wilhelm Herschel mit einem 18,7-Zoll-Spiegelteleskop entdeckt, der sie mit „0.5′ preceding II.298, eF, eS, stellar at 240 power, doubtful“ beschrieb.